# Trastorno cutáneo
Un trastorno cutáneo es cualquier trastorno de la piel; esta puede verse afectada por una amplia variedad de trastornos, desde heridas físicas hasta daños químicos. Es susceptible a la infección por virus, bacterias, hongos y protozoos, y quedar infectada por ácaros y otros parásitos. 
La piel también puede desarrollar tumores benignos y cancerosos, y puede verse afectada por un suministro inadecuado de sangre. Sus propias glándulas, vasos sanguíneos y nervios pueden sufrir alteraciones y la piel también reacciona de diversas formas a la alergia. Las erupciones cutáneas y la decoloración pueden reflejar diversos trastornos generales del organismo.
Como ejemplo de trastorno cutáneo podemos ver el dermografismo blanco.
- Datos: Q6151882